# Condado de Harrison (Missouri)
O Condado de Harrison é um dos 114 condados do estado americano de Missouri. A sede do condado é Bethany, e sua maior cidade é Bethany. O condado possui uma área de 1 882 km² (dos quais 3 km² estão cobertos por água), uma população de 8 850 habitantes, e uma densidade populacional de 5 hab/km² (segundo o censo nacional de 2000). O condado foi fundado em 1845.